# Chá mate

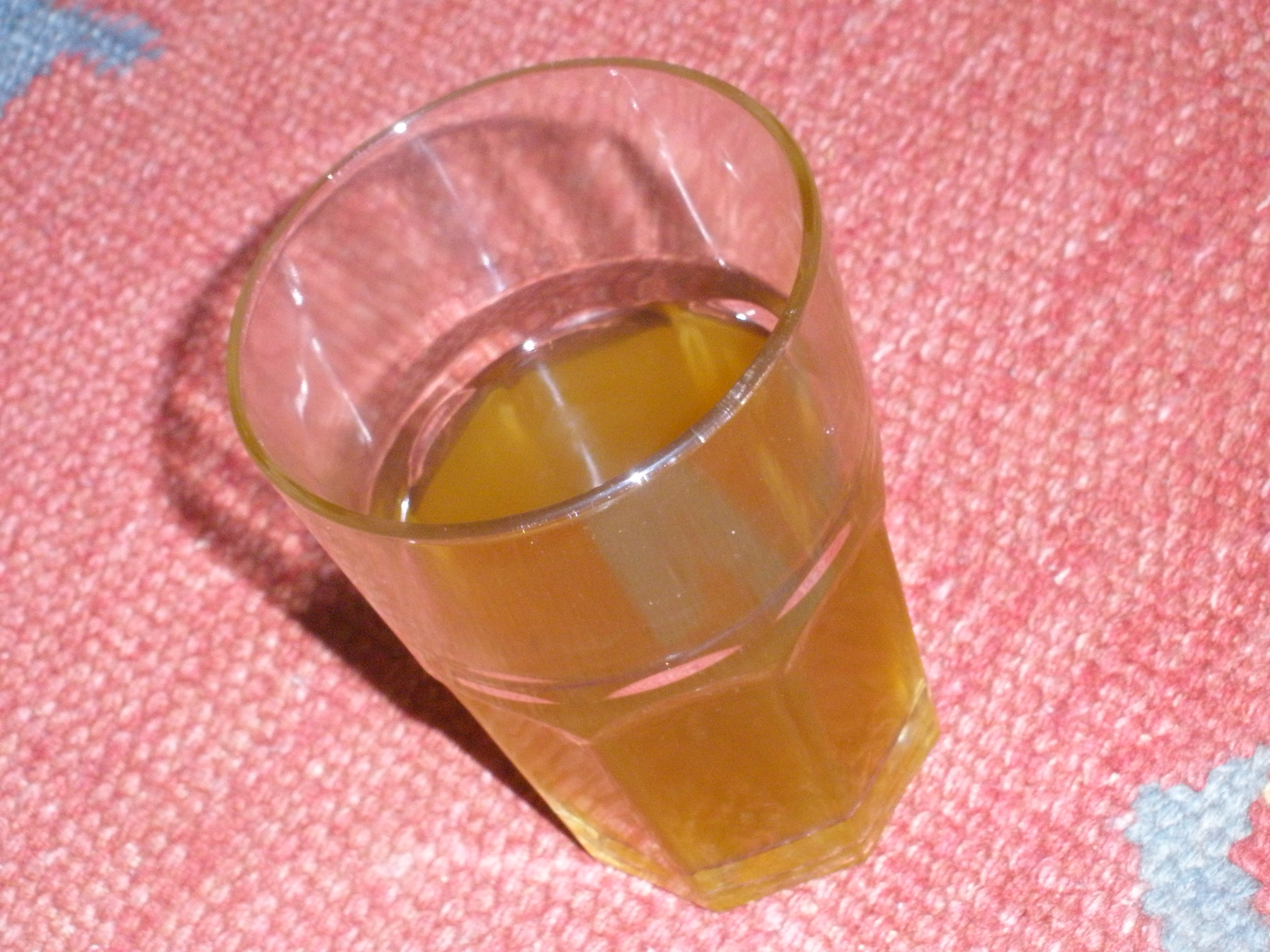
Um copo de mate cocido na Argentina

O chá-mate (mate cocido, em espanhol) é uma infusão típica das gastronomias do Cone Sul da América do Sul. É preparado colocando-se erva-mate tostada em infusão com água quente, ou fervendo a erva-mate tostada em água. Coa-se e serve-se em xícaras. Pode-se, também, esperar esfriar e servi-lo gelado. 
É uma bebida de sabor amargo, similar ao chimarrão, porém mais suave, com as mesmas propriedades estimulantes e nutricionais deste. O chá-mate é comercializado já pronto, em latas ou garrafas; sob a forma da erva-mate tostada, em pacotes ou saquinhos, como o chá comum; ou em forma solúvel, em pó ou extrato. Pode ser adoçado com açúcar ou outro  edulcorante e consumido com leite ou suco de limão.

## Cultura
Sendo uma iguaria típica da região do Cone Sul, no Brasil o Chá Mate é fortemente vinculado à cultura do Paraná, onde é tão popular quanto o café e muitas vezes consumido em lugar deste. No estado foram fundadas as duas maiores empresas do segmento: a Leão, hoje pertencente à The Coca-Cola Company e a Real.
No Rio de Janeiro, devido ao calor da cidade, o chá mate é muito consumido de forma gelada nas praias. Em 2012, os ambulantes que servem a bebida se tornaram patrimônio histórico e imaterial da cidade.

## Elaboração
A elaboração do chá-mate em saquinhos é praticamente igual à da erva-mate comum, utilizada na preparação do chimarrão, com a diferença de que, em sua moagem, são eliminados o pó e os ramos (paus ou palos), beneficiando-se somente as folhas de erva-mate.

## Consumo
Consumido por todas as classes sociais por ter altos valores nutritivos (especialmente quando adoçado com açúcar ou servido com leite), o chá-mate é servido como desjejum nas escolas argentinas desde o início do século XIX. 
Nas praias do Rio de Janeiro, o chá-mate é, tradicionalmente, vendido em galões, gelado e com suco de limão, por vendedores ambulantes vestidos com roupas de cor laranja. Em 2009, a prefeitura da cidade tentou proibir a venda de chá-mate nas praias alegando motivos sanitários, mas, diante do protesto da população, a prefeitura voltou atrás. Três anos depois, o chá-mate foi oficializado como patrimônio cultural e imaterial da cidade. 
Além de ser consumido tradicionalmente em vários países da América do Sul, existem também marcas locais de chá-mate na Alemanha e no Japão.